# Inmigración austríaca en Venezuela
La inmigración austriaca en Venezuela  es el flujo migratorio proveniente de Austria a Venezuela.

## Historia
Después de la Segunda Guerra Mundial muchos migrantes provenientes de Austria llegaban a Venezuela, entre ellos hay artistas plásticos, naturistas, aventureros, inventores, educadores, botánicos, aeromozas, exploradores, músicos, arquitectos, antropólogos, empresarios, comerciantes, sobrevivientes del Holocausto, músicos y trabajadores sociales. Toda una colección variada de emigrantes incluyendo a Eva Czerny, Freddy Dauber, Susy Dembo, Carlos Fischbach, Otto Gratzer, Oscar Grünwald,  Otto Huber, Susy Iglicki, Edith Kugel, Peter Leitner, Willy Mager, Werner Moser, Lotte Müller, Angelina Pollak-Eltz, Martin Schöffel, Freddy Schreiber, Raimundo Schwarzenauer, Erwin Sensel, Alix von Schuckmann,  Gerry Weil y Reinhard Zahn.